# Buruno Dede
Buruno Dede (auch Bruno Dede, japanisch デーデー ブルーノ Dēdē Burūno; * 7. Oktober 1999) ist ein japanischer Leichtathlet, der sich auf den Sprint spezialisiert.

## Sportliche Laufbahn
Erste internationale Erfahrungen sammelte Buruno Dede 2019 bei der Sommer-Universiade in Neapel, bei der er im 100-Meter-Lauf bis in das Halbfinale gelangte und dort mit 10,50 s ausschied. Zudem siegte er mit der japanischen 4-mal-100-Meter-Staffel in 38,92 s.
Dede ist der Sohn eines nigerianischen Vaters und einer japanischen Mutter. Er tritt für das Leichtathletikteam der Tōkai-Universität an.

## Persönliche Bestzeiten
- 100 Meter: 10,19 s (+0,2 m/s), 25. Juni 2021 in Osaka
- 200 Meter: 20,63 s (+1,0 m/s), 27. Juni 2021 in Osaka